# Turaŭ
Turaŭ eller Turov är en stad i Homels voblast i södra Belarus. På medeltiden, från 900-talet till 1300-talet, var den huvudstaden i furstendömet Turov-Pinsk, lydande under Kiev men med viss självständighet.